# Руселаре

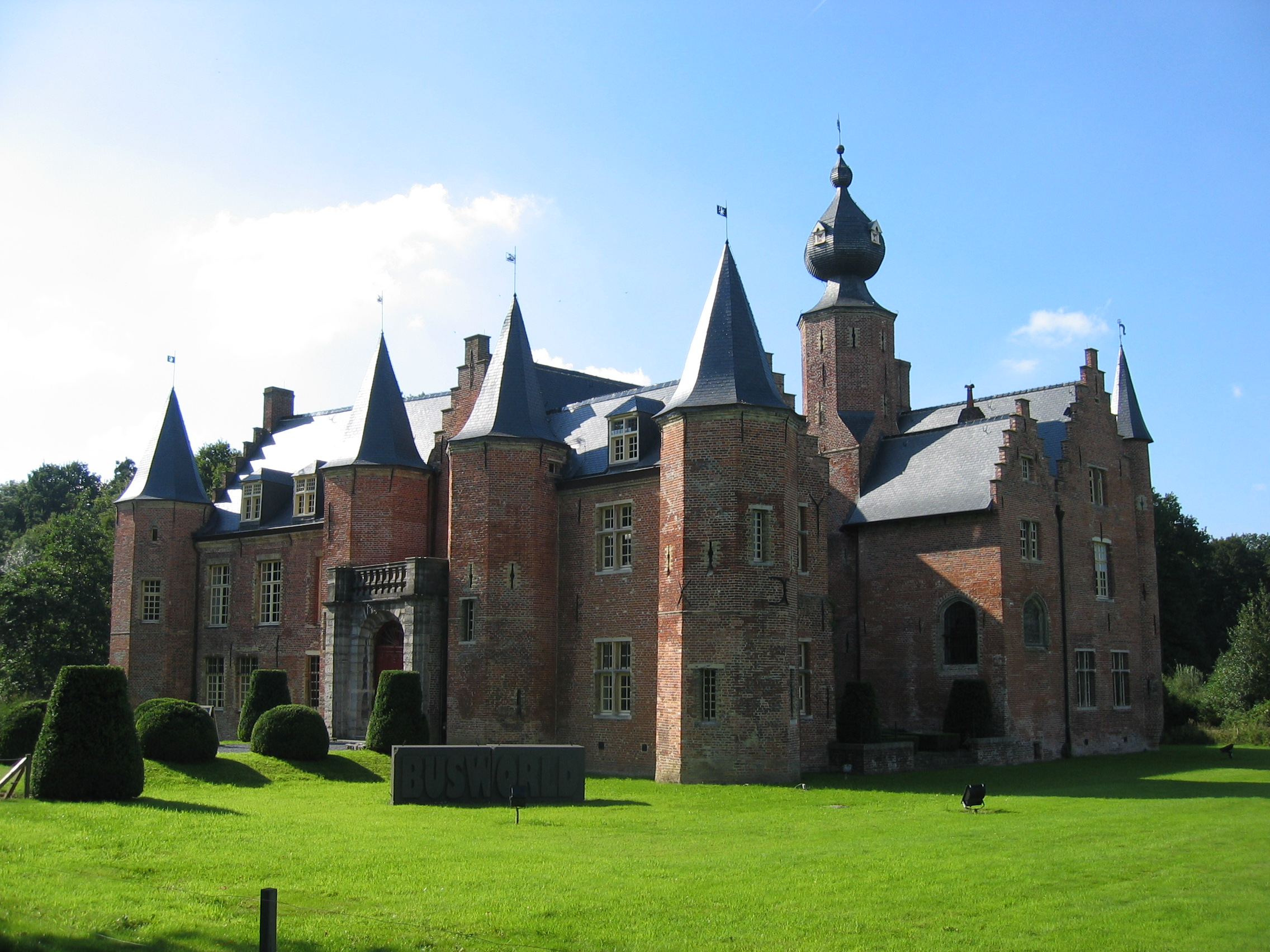
Замок Румбеке

Ру́селаре (нидерл. Roeselare, МФА: [ˈrusəˌlaːrə]; фр. Roulers) — город в Бельгии.

## География
Город Руселаре находится в центре провинции Западная Фландрия. В состав коммуны Руселаре, кроме города, входят также поселения Беверен, Укене и Румбеке (район). Численность населения Руселаре составляет 59 715 человек (на 2014 год).

## История
Впервые Руселаре письменно упоминается в 847 году: in territorio Menap quod nunc Mempiscum appellant … Rollare. К X веку Руселаре превратился в крупный региональный торговый центр. В 1250 году получил городской статус. В 1488 году Руселаре был полностью разрушен войсками императора Священной Римской империи Максимилиана I. В 1676 году, согласно Нимвегенскому мирному договору, часть Фландрии вместе с Руселаре, отошла ко Франции. В последующие годы город, лежащий непосредственно на границе, превратился в центр контрабандной торговли. В 1815 году, после поражения Франции в Наполеоновских войнах, Руселаре входит в состав Нидерландского королевства. После Бельгийской революции — в составе Бельгии. 28 июля 1875 года в городе произошли студенческие волнения, направленные против засилия французского языка в местном университете, местных учебных заведениях. Во главе беспорядков встал писатель Альбрехт Роденбах. Во время Первой мировой войны Руселаре, оккупированный немцами, служил им опорной базой при проведении операции под Ипром.

## Достопримечательности
- Румбеке — старейший в Бельгии ренессансный замок.

## Название
До конца одиннадцатого века название города записывалось как Роселаре, позднее звук «о» заменился на «у». Одна из версий происхождения названия связывает его с готским корнем raus (тростник) и с германским (открытое место в лесу, опушка). В пользу подобной этимологии говорит и расположение Руселаре.

## Культура
В Руселаре находится «Nationaal Wielermuseum» — национальный музей велосипедного спорта.